# Simon Jean-Joseph
Simon Jean-Joseph (Fort-de-France, 9 giugno 1969) è un pilota di rally francese, due volte campione europeo rally (2004 e 2007).

## Biografia
Oltre ai due titoli europei (4 gare vinte in tre partecipazioni dal 2004 al 2007), vanta due partecipazioni al mondiale IRC (2006 e 2007) e 26 presenze nel mondiale WRC (miglior risultato due settimi posti).

## Palmarès
2004
- nel Campionato europeo rally, su Renault Clio S1600 (navigatore Jack Boyère)

2005
- nel Campionato europeo rally, su Renault Clio S1600 (navigatore Jack Boyère)

2007
- nel Campionato europeo rally, su Citroën C2 S1600 (navigatore Jack Boyère)

## Risultati nel WRC
| 1993 | Scuderia | Vettura                 |  |  |  |  |     |  |  |  |  |  |  |  |  |  |  |  | Punti | Pos. |
| ---- | -------- | ----------------------- |  |  |  |  | --- |  |  |  |  |  |  |  |  |  |  |  | ----- | ---- |
| 1993 |          | Ford Escort RS Cosworth |  |  |  |  | Rit |  |  |  |  |  |  |  |  |  |  |  | 0     |      |

| 1999 | Scuderia            | Vettura                                |    |  |  |  |     |     |  |     |  |     |  |   |  |  |  |  | Punti | Pos. |
| ---- | ------------------- | -------------------------------------- | -- |  |  |  | --- | --- |  | --- |  | --- |  | - |  |  |  |  | ----- | ---- |
| 1999 | Ford Motor Co. Ltd. | Ford Focus WRC '99 e Ford Puma Kit Car | SQ |  |  |  | Rit | Rit |  | Rit |  | Rit |  | 7 |  |  |  |  | 0     |      |

| 2000 | Scuderia                | Vettura                                               |  |  |  |  |  |  |  |  |  |    |   |   |  |  |  |  | Punti | Pos. |
| ---- | ----------------------- | ----------------------------------------------------- |  |  |  |  |  |  |  |  |  | -- | - | - |  |  |  |  | ----- | ---- |
| 2000 | Subaru World Rally Team | Subaru Impreza S5 WRC '98 e Subaru Impreza S6 WRC '00 |  |  |  |  |  |  |  |  |  | 10 | 7 | 7 |  |  |  |  | 0     |      |

| 2001 | Scuderia | Vettura         |  |  |  |   |  |     |   |  |  |  |    |  |  |  |  |  | Punti | Pos. |
| ---- | -------- | --------------- |  |  |  | - |  | --- | - |  |  |  | -- |  |  |  |  |  | ----- | ---- |
| 2001 |          | Peugeot 206 WRC |  |  |  | 9 |  | Rit | 8 |  |  |  | 10 |  |  |  |  |  | 0     |      |

| 2002 | Scuderia | Vettura            |  |  |  |  |  |  |    |  |  |    |     |  |  |    |  |  | Punti | Pos. |
| ---- | -------- | ------------------ |  |  |  |  |  |  | -- |  |  | -- | --- |  |  | -- |  |  | ----- | ---- |
| 2002 |          | Renault Clio S1600 |  |  |  |  |  |  | 22 |  |  | 14 | Rit |  |  | 19 |  |  | 0     |      |

| 2003 | Scuderia | Vettura                                       |    |  |    |  |  |    |  |  |     |     |    |  |    |    |  |  | Punti | Pos. |
| ---- | -------- | --------------------------------------------- | -- |  | -- |  |  | -- |  |  | --- | --- | -- |  | -- | -- |  |  | ----- | ---- |
| 2003 |          | Renault Clio S1600 e Mitsubishi Lancer Evo VI | 14 |  | 14 |  |  | 16 |  |  | Rit | Rit | 14 |  | 16 | 16 |  |  | 0     |      |

| Legenda | 1º posto | 2º posto | 3º posto | A punti | Senza punti | Ritirato | Squalificato | NP=Non partito C=Gara cancellata | Apice=Power stage |